# الاتحاد الإفريقي لكرة اليد
الاتحاد الأفريقي لكرة اليد (سى إيه إتش بي) Confédération Africiane de Handball تم تأسيسه عام 1974 في أبيدجان عاصمة ساحل العاج، و يرأسه حاليًا البنينى "منصورى أريمو"، و يضم 49 دولة تمارس اللعبة. و ينظم الاتحاد العديد من البطولات منها: كأس الأمم الأفريقية للفئات كبار وشباب وناشـين و سيدات وشابات و ناشئات. وكذلك بطولة أبطال الدوري للأندية، وبطولة أبطال الكأس للأندية.

## المسابقات
الاتحاد الإفريقي لكرة اليد هو المسؤول عن تنظيم:
- بطولة أفريقيا لكرة اليد للرجال.
- بطولة أفريقيا لكرة اليد للسيدات.
- دوري أبطال أفريقيا لكرة اليد.
- كأس إفريقيا للأندية الفائزة بالكؤوس لكرة اليد.
- كأس السوبر الأفريقي لكرة اليد.
- دوري أبطال أفريقيا لكرة اليد للسيدات.
- كأس إفريقيا للأندية الفائزة بالكؤوس لكرة اليد للسيدات.
- كأس السوبر الأفريقي لكرة اليد للسيدات.